# François de Clermont-Tonnerre

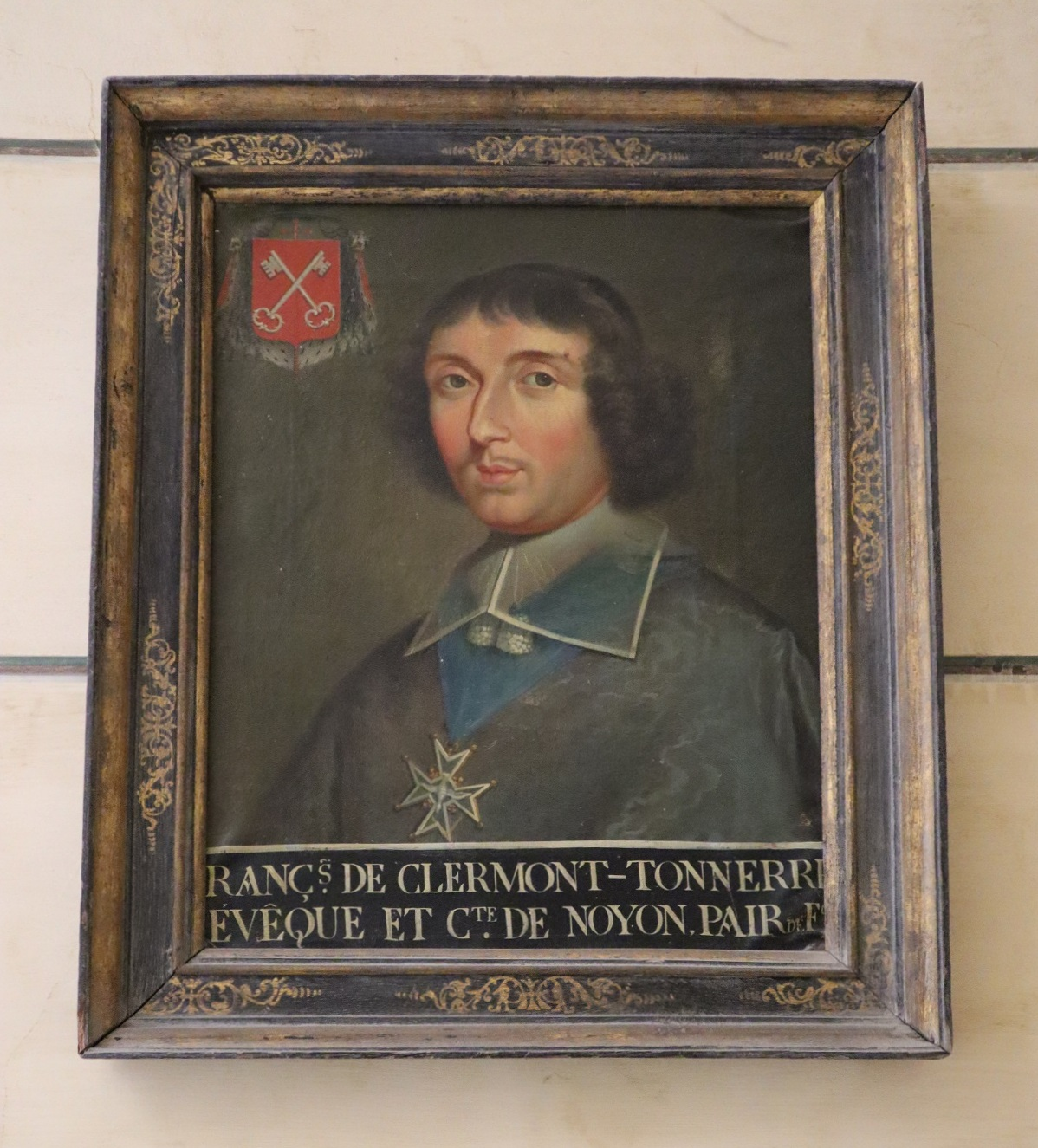
François de Clermont-Tonnerre.

François de Clermont-Tonnerre (1629 – París, 15 de febrero de 1701), conde de Noyon, fue un obispo francés. Fue Par de Francia, consejero de Estado y presidente la Asamblea del clero de Francia. También escribió algunas obras religiosas.

## Biografía
Era el hijo menor del condé François de Clermont-Tonnerre (1601–1679) y Marie Saint-Vignier Liebaut. Cursó estudios con los jesuitas, y después se doctoró en la Sorbona. En 1660 fue nombrado obispo de Noyon.
En 1694 sustituyó a Jean Barbier d'Aucour en el sillón 33 de la Academia francesa, y en 1695 presidió la asamblea del clero. Fue llamado a la corte de Luis XIV, que quería divertirse con su exceso de vanidad. Clermont-Tonnerre creó un premio de poesía de 3.000 francos, cuyo tema debía ser un elogio sobre Luis XIV y sus hechos.

## Obras
Es autor de varias publicaciones religiosas, entre ellas una Regla de San Benito publicada en 1687. En el momento de su muerte estaba trabajando en un Comentario místico y moral sobre el Antiguo Testamento.
También se conserva su Discurso de recepción y respuesta de Juan-Francois-Paul Caumartin del día de su acceso a la Academia, el 13 de diciembre de 1694.